# 砚池街道
砚池街道，是中华人民共和国云南省昭通市鲁甸县下辖的一个街道办事处。
2021年3月18日，云南省人民政府批复同意撤销文屏镇，文屏镇析置砚池街道及文屏街道，并于同年9月7日正式成立。

## 行政区划
截至2022年，砚池街道下辖景新社区居民委员会、和悦社区居民委员会、福泽社区居民委员会、雨露社区居民委员会、春熙社区居民委员会、阳光社区居民委员会、卯家湾社区居民委员会、联合村民委员会、普芝噜村民委员会。